# Madame Leménil
Madame Leménil, née Marie Élisabeth Adrienne Gougibus, dite Élisa Gougibus, à Paris en 1805 et mort le 23 octobre 1886 à Paris 9e, est une actrice française.

## Biographie
Élisabeth Gougibus est la fille du mime Gougibus. Elle commence tout enfant sa carrière de comédienne au théâtre des Jeux Gymniques sous le nom de la petite Gougibus. A l'âge de six ans, elle triomphe dans la pièce La petite Nichon représentée à Paris au théâtre de la Porte-Saint-Martin, puis partie en tournée dans le reste de la France. 
Engagée au théâtre de la Gaieté, puis au Palais-Royal, où elle débute le 10 mai 1834 dans Dieu et Diable de Nézel et Simonnin, elle est remarquée pour son jeu plein de grâce et d'espièglerie. 
Dès lors qu'elle épouse l'acteur Louis Leménil, elle joue sous le nom de Mme Leménil. Ils travaillent dans les mêmes théâtres et séjournent 16 ans en Russie, à Saint-Pétersbourg.

### Vie privée
De son mariage avec Louis Leménil, elle a Louis Marie Émile Leménil (1832-1923), architecte, et Edme Auguste Leménil (1836-1884), également architecte. 

## Principaux rôles
- 1811 : La petite Nichon ou La petite paysanne de la Moselle, de Pierre Villiers et Jean-Guillaume-Antoine Cuvelier au Théâtre de la Porte-Saint-Martin : Nichon[4]
- 1833 : La Noce du boulanger, folie-vaudeville de Pierre Tournemine, Théâtre de la Gaieté: Rose
- 1834 : La Filature, de Félix-Auguste Duvert et Augustin Théodore de Lauzanne de Vauroussel au Théâtre du Palais-Royal : Elisa Férou
- 1838 : Les Deux Pigeons, de Saintine et Michel Masson au Théâtre du Palais-Royal : Mélanie
- 1839 : Pascal et Chambord, d'Anicet Bourgeois et Édouard Brisebarre au Théâtre du Palais-Royal : Mina
- 1839 : Babochard, de Charles Dupeuty et Louis-Émile Vanderburch au Théâtre du Palais-Royal : Coelina
- 1839 : Manon Giroux, d'Adolphe de Leuven et Auguste Pittaud de Forges, Théâtre du Palais-Royal : Manon Giroux
- 1839 : Le Toréador, de Mélesville et Charles Duveyrier, Théâtre du Palais-Royal : Hyacinthe
- 1839 : Les Trois quenouilles, des frères Coignard, Théâtre du Palais-Royal
- 1839 : Les Premières armes de Richelieu, de Jean-François Bayard et Philippe Dumanoir, Théâtre du Palais-Royal : Madame Patin
- 1841 : Le Caporal et la payse, comédie-vaudeville de Charles Varin, Paul de Kock et Garnier, Théâtre du Palais-Royal : Arthémise
- 1841 : Le Vicomte de Létorières, comédie-vaudeville de Bayard et Dumanoir, Théâtre du Palais-Royal: Geneviève Grévin
- 1842 : Les Jeux innocents, de Paul de Kock et Charles Varin,Théâtre du Palais-Royal : Madame Saint-Godard